# تناتف مزمن
نتف الريش المزمن

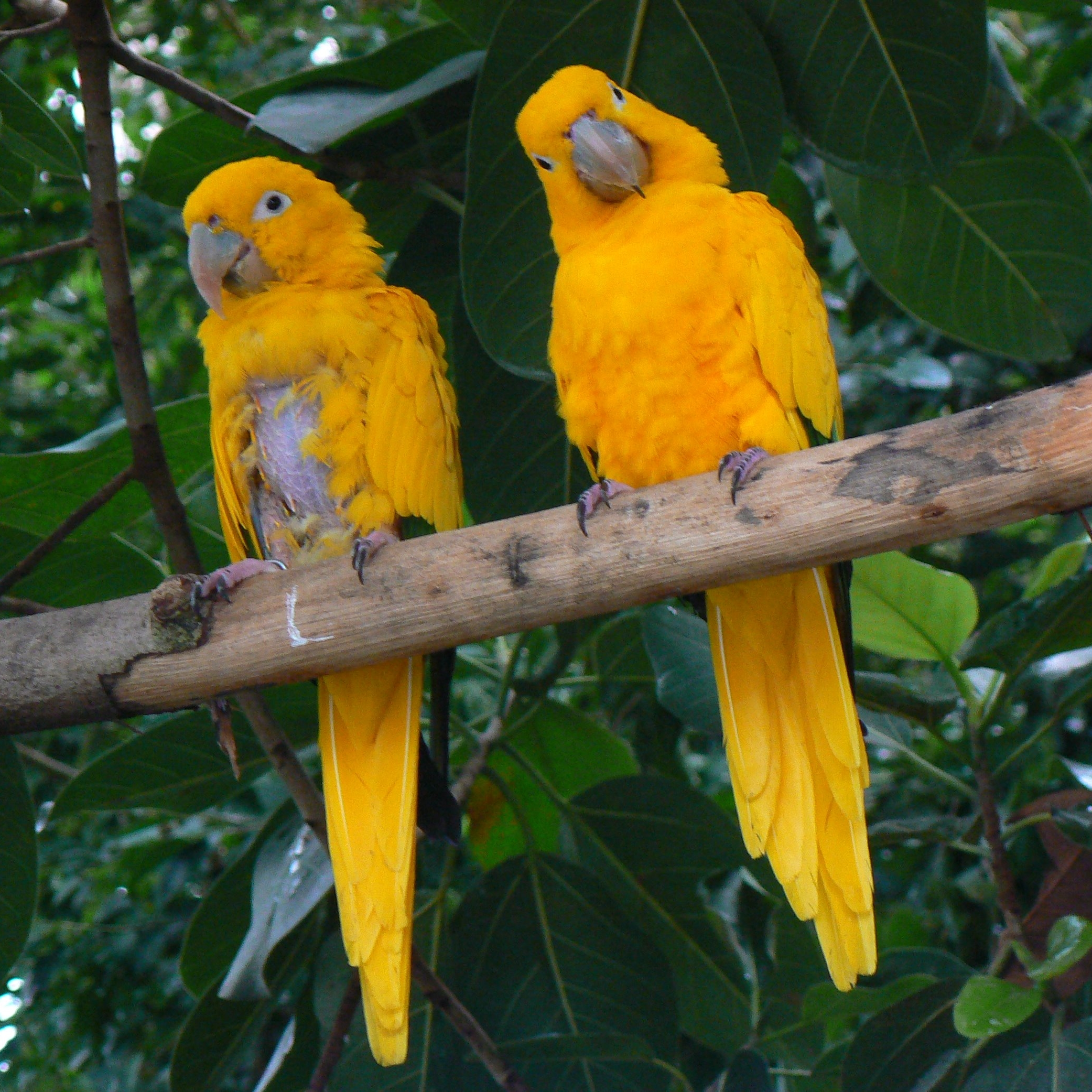
ببغاء ذهبية على اليسار ونتف الريش على مقدمة جسمها

التناتف المزمن (بالإنجليزية: Feather-plucking)‏ هو عرض من أعراض السلوك الشاذ لدى الطيور، نتف الريش الناجم عن تقاضم الطيور يمكن أن يؤدي إلى جروح مفتوحة. هذا السلوك ليس له علاقة مع صيانة وطرح الريش خلال الانسلاخ. يمكن أن ينتج المرض عن أسباب نفسية (الشعور بالوحدة، والقلق،...)، سوء التغذية ولكن أيضا الطفيليات، الفيروسات، التهاب الجلد، ورم الرئة وداء الرشاشيات. الحيوانات المصابة يمكن بعد حين أن يظهر عليها سلوك مرضي.
هذا المرض شائع في الببغاوات التي يربيها البشر خاصة التي ولدت في الأسر, من أهم الانواع التي يظهر عليها نتف الريش هي الببغاء الإفريقي الرمادي و الكوكاتو.

## طالع أيضا

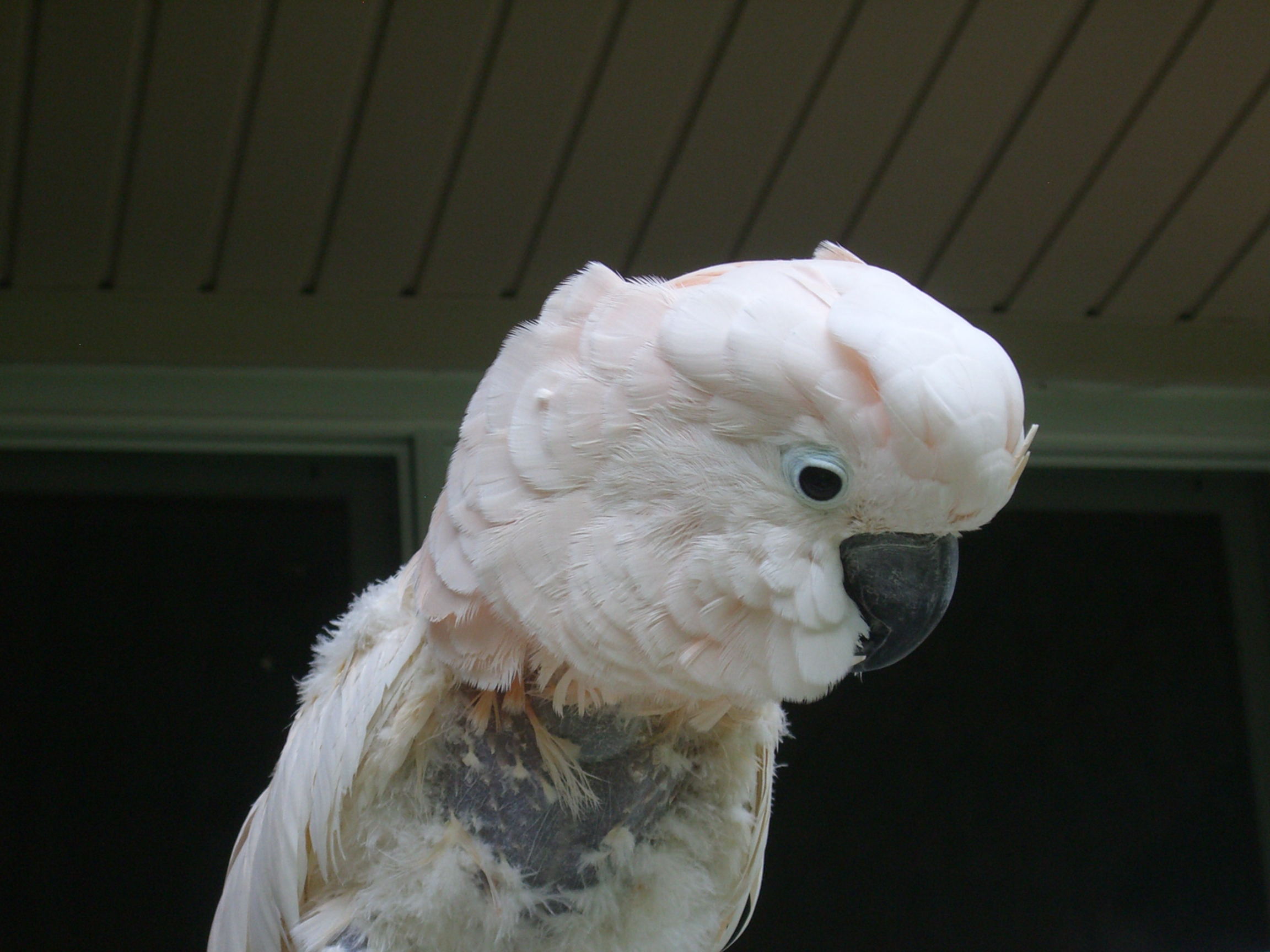
عرض التناتف المزمن على الصدر.
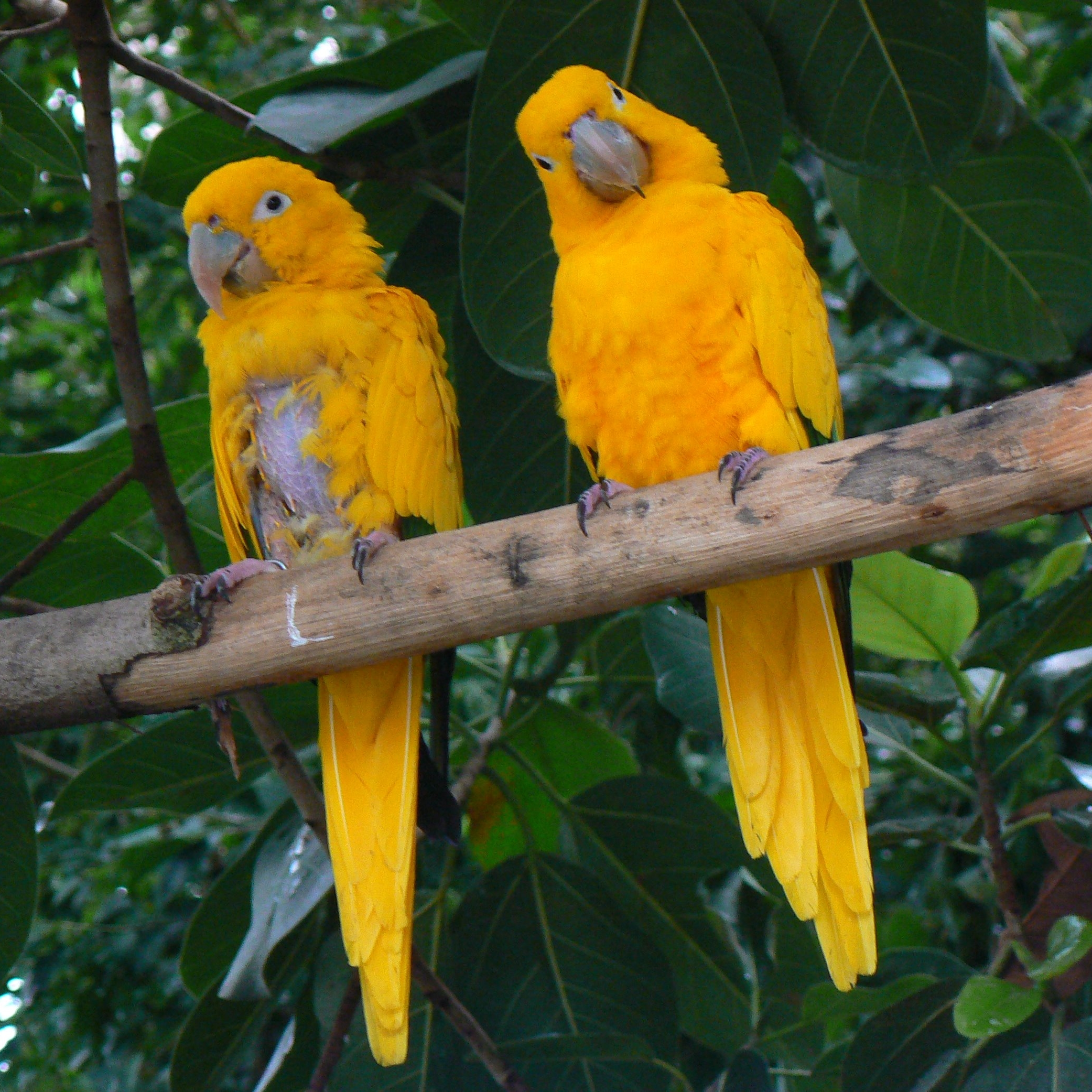
ببغاء ذهبية على اليسار ونتف الريش على مقدمة جسمها.
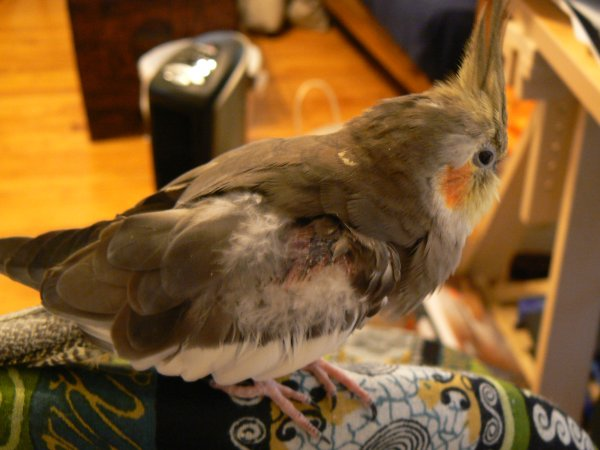
أعراض التناتف المزمن على الجناح.